# Интуитивистская эстетика
Интуитивистская эстетика (от лат. intuitio — «созерцание», от греч. αἴσθησις — чувство, чувственное восприятие) — направление в эстетике, сложившееся в первой половине XX века. Интуитивистская эстетика устанавливает интуицию как основополагающий инструмент момента эстетического восприятия и эстетической оценки, противопоставляемый интеллекту. 
Видными представителя интуитивистской эстетики являются такие философы как Анри Бергсон, Бенедетто Кроче, Герберт Рид.

## Интуитивизм Анри Бергсона
Французский философ Анри Бергсон (1859—1941) считается основоположником движения интуитивизма, одним из наиболее влиятельных авторов в философии XX века. Основанием для интуитивистского подхода Бергсона к эстетике служит иррационализм, в котором интуиция выступает как инструмент познания мира. Основанием для установления интуитивизма над интеллектуализмом служит критика ошибок рациональных направлений философии (позитивизм, механицизм, сциентизм). Оппозицией к  познанию мира через интеллект выступает иррационализм и мистицизм.
Уход от рационального проявляется в эстетике интуитивизма через разработку нерациональных предпосылок художественного творчества. Бергсон выявляет проблематику человеческой личности в отстранении от природы посредством развития рефлексии. Природа искусства рассматривается как защитный механизм, противостоящий губительному явлению бесконечной рефлексии. Интеллектуальная способность человека, направленная на защиту от данного явления, у Бергсона формулируется в мифотворческой способности человека. Мифотворческое сознание создает несуществующие фантастические образы, компенсируя "недостаток привязанности к жизни". Основанный на данной способности порыв творчества призван наполнить жизнь человека образами, преломленными через призму искусства. Результатом процесса является возникновение иллюзии овладения миром. Выражение неутешительного вывода конечности человека в искусстве, при этом, также рассматривается как опора человеческого сознания, поскольку создает осознание образа.
Таким образом, мифотворческая природа искусства призвана парализовать чрезмерное развитие человеческой рефлексии и нейтрализовать страх человека перед явлением жизни. "Страшно умереть, но еще страшнее умереть, так и не поняв, зачем ты был и что с тобой творилось". Отвечая на этот вопрос, искусство способно помочь процессу самоидентификации каждого человека, снятию наиболее глубоких внутренних проблем благодаря умению выражать интуитивно постигаемый "жизненный порыв", непосредственно обнажать субстанцию бытия.
Главным парадоксом интуитивистской эстетики Бергсона является факт того, что творчество, основанное на интуиции и бессознательное, направлено на укрепление интеллектуальных способностей, на мифотворчество. Мифотворческая способность, в свою очередь, призвана усилить человеческое сознание, чтобы через созидание упрочить самонадеянность человеческого разума. Таким образом, речь идет о том, чтобы через нереальное укреплять реальное, через созидание художественного мира помогать человеку адаптироваться в мире действительном.

## Эстетика Бенедетто Кроче
Для интуитивистской эстетики Бенедетто Кроче (1866 - 1952) характерны гносеологический и эмпирический подход. Интуитивность искусства выражается в отсутствии в творческом процессе четко выстроенной практики. Искусство подобно демону Сократа (Гению), предостерегающему от неверных действий, однако не транслирующего единственно верную установку. Всякое выражение себя в эстетическом поле принимается за истинное, поэтому изначально неверным является понятие художественной правды. Искусство воссоздает многообразие образов предмета, в то время как интеллектуализм стремится к формированию единственного верного его определения. Это доказывает необходимость эстетического разнообразия, уникальности произведения искусства.
Эмпирический подход в эстетике Кроче приводит к отказу как от единственно верной описательной традиции, так и от любой типологии. Художественные жанры не рассматриваются как эстетические категории. По Кроче, эстетика — наука об интуитивном художественном познании. Кроче выступает против теории как против  подражания, так и против объяснения природы искусства только лишь человеческими иллюзиями. Искусство определяется как сфера господства художественной интуиции.
Познание по Кроче разделяется на две независимых формы: интуитивную (индивидуальное постижение и производство образов) и логическую (постижение универсального и производство понятий)

## Неоинтуитивистская эстетика Герберта Рида
Новая эстетическая концепция, разработанная Гербертом Ридом (1893-1968) характеризуется как неоинтуитивизм. Особое влияние на Рида оказали работы Карла Маркса и Эриха Фромма, из которых в неоинтуитивистскую эстетику приходит понятие отчуждения. Проблема извечного отчуждения личности от мира и от самого себя ставит дополнительный вопрос о положении искусства в картине мира, в господствующей сфере экономики.
Проблема отчуждения, по Риду, существовала всегда, когда социальное развитие создавало чувство неуверенности и апатии. Отчуждение художника приводит к эстетическому кризису — невозможности коммуникативной связи с другими художниками. Творчество становится средством и стимулом индивидуального выражения.
Отчуждение (дезинтеграция), проявляется в том, что люди оказываются разобщенными, а их межличностные связи разорваны, продукты их труда противостоят им, сам труд является им чуждым, как и его результаты. Создаваемый в процессе деятельности личности мир противостоит творцу и оборачивается против него. Сущность эстетического для Рида заключается в форме, которая творится интуитивно и потому не поддается рациональному анализу. Он ставит проблему бытия иррационального искусства в рациональном обществе. «Искусство» и «общество» — эти термины, по мнению Рида, имеют общий источник - отношение человека к окружающему миру. Еще Платон пытался создать социологию искусства. Однако наука об обществе — социология,  наука об искусстве — эстетика, по мнению Рида, и сегодня еще редко взаимодействуют.
Рида занимает проблема репрезентации в искусстве чувственного опыта. Этот опыт фиксируется в устойчивых смысловых единицах, входящих в фонд человеческой культуры.
Рид считает, что современное искусство обожествляется, так как остается загадкой для человека. Художник, согласно Риду, выражает в своих произведениях состояние собственной души. И только случайно он может выразить нечто объективное.